# Кукшумбал
Кукшумбал (мар. Кӱкшымбал) — деревня в Советском районе Республики Марий Эл. Входит в состав Ронгинского сельского поселения.

## География
Находится в центральной части республики Марий Эл на расстоянии приблизительно 7 км по прямой на юг от районного центра посёлка Советский.

## История
Известна с 1898 года как околоток. В 1898 году в документах упоминался околоток Кукшумбал. В 1915 году здесь было 17 дворов, проживали 105 жителей. В конце 30-х годов в деревне было 35 дворов с населением 142 человека. В 1960-е годы деревня попала в разряд неперспективных деревень. Если в 1956 году в Кукшумбале проживали 32 семьи, в 1980 году — 22, к 2002 году остались два дома. В советское время работал колхоз имени Будённого.

## Население
Население составляло 2 человек (все мари) в 2002 году, 1 в 2010.